# Finale du Grand Prix ISU 2008-2009
Navigation
Édition précédente Édition suivante
La finale du Grand Prix ISU est la dernière épreuve qui conclut chaque année le Grand Prix international de patinage artistique organisé par l'International Skating Union. Elle accueille des patineurs amateurs de niveau senior dans quatre catégories: simple messieurs, simple dames, couple artistique et danse sur glace.
Pour la saison 2008/2009, la finale est organisée du 10 au 14 décembre 2008 au Seongsa Ice Rink de Goyang en Corée du Sud. Il s'agit de la 14e finale depuis la création du Grand Prix ISU en 1995.

## Qualifications
Seuls les patineurs qui atteignent l'âge de 14 ans au 1er juillet 2008 peuvent participer aux épreuves du Grand Prix ISU 2008/2009. Les épreuves de qualifications sont successivement :
- le Skate America du 23 au 26 octobre 2008 à Everett
- le Skate Canada du 30 octobre au 2 novembre 2008 à Ottawa
- la Coupe de Chine du 5 au 9 novembre 2008 à Pékin
- le Trophée de France du 13 au 16 novembre 2008 à Paris
- la Coupe de Russie du 20 au 23 novembre 2008 à Moscou
- le Trophée NHK du 27 au 30 novembre 2008 à Tokyo

Les patineurs participent à un ou deux grands-prix. Les six patineurs qui ont obtenu le plus de points sont qualifiés pour la finale et les trois patineurs suivants sont remplaçants.
|             | Messieurs       | Dames            | Couples                                | Danse sur glace                         |
| ----------- | --------------- | ---------------- | -------------------------------------- | --------------------------------------- |
| 1           | Patrick Chan    | Kim Yuna         | Aljona Savchenko / Robin Szolkowy      | Isabelle Delobel / Olivier Schoenfelder |
| 2           | Takahiko Kozuka | Joannie Rochette | Zhang Dan / Zhang Hao                  | Oksana Domnina / Maksim Chabaline       |
| 3           | Johnny Weir     | Mao Asada        | Yuko Kavaguti / Alexandre Smirnov      | Federica Faiella / Massimo Scali        |
| 4           | Brian Joubert   | Carolina Kostner | Pang Qing / Tong Jian                  | Jana Khokhlova / Sergey Novitski        |
| 5           | Jeremy Abbott   | Yukari Nakano    | Tatiana Volosozhar / Stanislav Morozov | Meryl Davis / Charlie White             |
| 6           | Tomáš Verner    | Miki Ando        | Maria Mukhortova / Maksim Trankov      | Tanith Belbin / Benjamin Agosto         |
| Remplaçants |                 |                  |                                        |                                         |
| 1er         | Alban Préaubert | Fumie Suguri     | Keauna McLaughlin / Rockne Brubaker    | Nathalie Péchalat / Fabian Bourzat      |
| 2e          | Evan Lysacek    | Rachael Flatt    | Jessica Dubé / Bryce Davison           | Vanessa Crone / Paul Poirier            |
| 3e          | Yannick Ponsero | Alissa Czisny    | Rena Inoue / John Baldwin              | Sinead Kerr / John Kerr                 |

## Résultats

### Messieurs

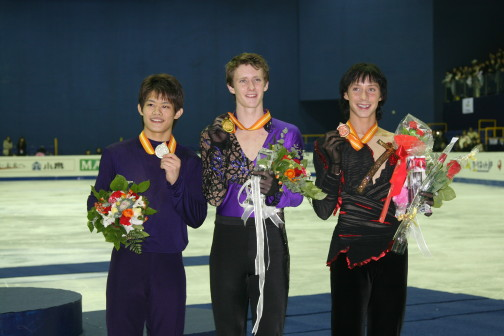
Podium des Messieurs

| Rang    | Nom             | Pays       | Points | Programme court | Programme court | Programme libre | Programme libre |
| ------- | --------------- | ---------- | ------ | --------------- | --------------- | --------------- | --------------- |
| 1       | Jeremy Abbott   | États-Unis | 237.72 | 2               | 78.26           | 1               | 159.46          |
| 2       | Takahiko Kozuka | Japon      | 224.63 | 1               | 83.90           | 3               | 140.73          |
| 3       | Johnny Weir     | États-Unis | 215.50 | 4               | 72.50           | 2               | 143.00          |
| 4       | Tomáš Verner    | Tchéquie   | 206.65 | 5               | 69.34           | 4               | 137.31          |
| 5       | Patrick Chan    | Canada     | 205.16 | 6               | 68.00           | 5               | 137.16          |
| Abandon | Brian Joubert   | France     |        | 3               | 74.55           |                 |                 |

### Dames

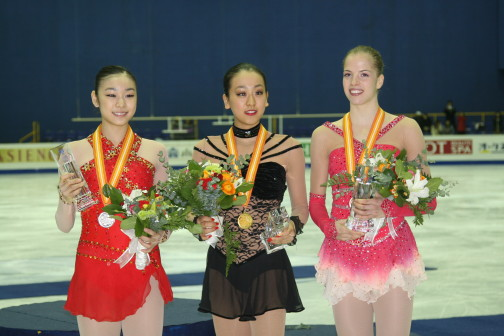
Podium des Dames

| Rang | Nom              | Pays         | Points | Programme court | Programme court | Programme libre | Programme libre |
| ---- | ---------------- | ------------ | ------ | --------------- | --------------- | --------------- | --------------- |
| 1    | Mao Asada        | Japon        | 188.55 | 2               | 65.38           | 1               | 123.17          |
| 2    | Kim Yuna         | Corée du Sud | 186.35 | 1               | 65.94           | 2               | 120.41          |
| 3    | Carolina Kostner | Italie       | 168.01 | 4               | 55.88           | 4               | 112.13          |
| 4    | Joannie Rochette | Canada       | 166.36 | 6               | 50.48           | 3               | 115.88          |
| 5    | Yukari Nakano    | Japon        | 161.93 | 3               | 62.08           | 6               | 99.85           |
| 6    | Miki Ando        | Japon        | 158.25 | 5               | 55.44           | 5               | 102.81          |

### Couples

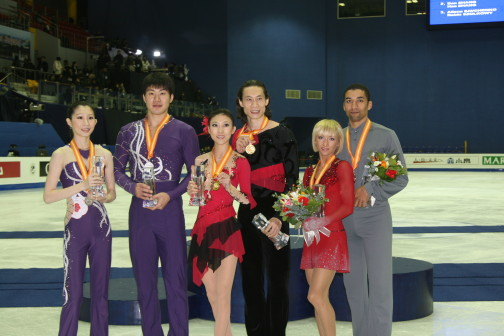
Podium des couples artistiques

| Rang | Nom                                    | Pays      | Points | Programme court | Programme court | Programme libre | Programme libre |
| ---- | -------------------------------------- | --------- | ------ | --------------- | --------------- | --------------- | --------------- |
| 1    | Pang Qing / Tong Jian                  | Chine     | 191.49 | 3               | 66.24           | 1               | 125.25          |
| 2    | Zhang Dan / Zhang Hao                  | Chine     | 188.22 | 2               | 68.34           | 2               | 119.88          |
| 3    | Aljona Savchenko / Robin Szolkowy      | Allemagne | 185.09 | 1               | 70.14           | 3               | 114.95          |
| 4    | Tatiana Volosozhar / Stanislav Morozov | Ukraine   | 175.83 | 4               | 64.08           | 5               | 111.75          |
| 5    | Yuko Kavaguti / Alexandre Smirnov      | Russie    | 167.45 | 6               | 55.42           | 4               | 112.03          |
| 6    | Maria Mukhortova / Maksim Trankov      | Russie    | 153.16 | 5               | 61.56           | 6               | 91.60           |

### Danse sur glace

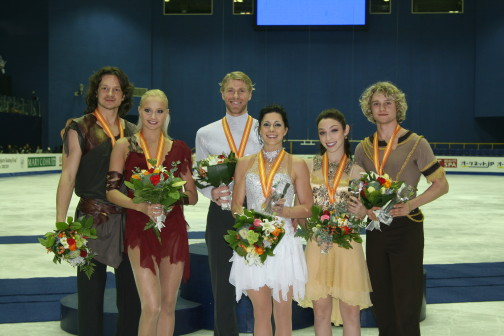
Podium de la danse sur glace

| Rang    | Nom                                     | Pays       | Points | Danse originale | Danse originale | Danse libre | Danse libre |
| ------- | --------------------------------------- | ---------- | ------ | --------------- | --------------- | ----------- | ----------- |
| 1       | Isabelle Delobel / Olivier Schoenfelder | France     | 156.10 | 1               | 60.35           | 1           | 95.75       |
| 2       | Oksana Domnina / Maksim Chabaline       | Russie     | 152.95 | 2               | 59.33           | 2           | 93.62       |
| 3       | Meryl Davis / Charlie White             | États-Unis | 148.04 | 5               | 55.89           | 3           | 92.15       |
| 4       | Federica Faiella / Massimo Scali        | Italie     | 145.12 | 3               | 57.89           | 4           | 87.23       |
| Abandon | Tanith Belbin / Benjamin Agosto         | États-Unis |        | 4               | 57.33           |             |             |
| Forfait | Jana Khokhlova / Sergey Novitski        | Russie     |        |                 |                 |             |             |

## Sources
- (en) Résultats de la finale 2008/2009 du Grand Prix ISU sur le site de l'ISU
- Patinage Magazine N°116 (Mars-Avril 2009)